# Ахмад Шах Масуд
Ахмад Шах Масуд (арап. احمد شاه مسعود; Базарак, 2. септембар 1953 — Провинција Такар, 9. септембар 2001) је био авганистански борац и војсковођа, по народности Таџик.
Осамдесетих година двадесетог века борио се на страни авганистанских муџахедина против совјетске окупације када му је због борбене вештине наденут надимак Пањширски Лав. Раних деведесетих ступио је на положај министра одбране Авганистана под председником Бурханудин Рабанијем. Након пада авганистанског главног града Кабула у руке Талибана и колапса Рабанијеве владе, Масуд је постао војни челник Северне Алијансе али је услед талибанског напредовања одбачен у северни, планински део Авганистана. Крајем деведесетих Масудове снаге контролисале су само 10 одсто територије те државе.
Масуд је 9. септембра 2001. постао жртва терористичког напада проталибанских бомбаша самоубица преодевених у новинаре. Његова смрт је на почетку била негирана, али званично је објављена 13. септембра. Говори се да је наручилац његовог убиства био Осама бин Ладен лично.